# WAMPAS Baby Stars
WAMPAS Baby Stars (то есть Молодые звёзды) — рекламная кампания, которую спонсировали американские кинорекламодатели из ассоциации Western Association of Motion Picture Advertisers.
Ежегодно с 1922 по 1934 год (за исключением 1930 и 1933 годов) составлялся список из тринадцати молодых актрис, которым прочили звёздное будущее. Попавшие в этот список девушки получали обширную рекламную поддержку в прессе, и многие из них действительно стали известными актрисами.
Кампания завершилась в 1934 году из-за возражений со стороны киностудий.

## Список актрис по годам
- 1922 — Клер Виндзор, Бесси Лав, Лила Ли, Жаклин Логан, Луиза Лоррейн, Кэтрин Макгуайр, Пэтси Рут Миллер, Коллин Мур, Полин Старк, Лоис Уилсон, Хелен Фергюсон, Мэри Филбин, Мэрион Эй.
- 1923 — Элинор Бордман, Эвелин Брент, Дороти Девор[англ.], Полин Гарон, Кэтлин Ки, Хелен Линч[англ.], Маргарет Лихи[англ.], Дерелис Пердю, Лора Ла Плэнте, Джобина Ролстон, Бетти Франциско, Вирджиния Браун Фэйр, Этель Шэннон
- 1924 — Клара Боу, Альберта Вон, Кармелита Герати, Глория Грей, Джуланна Джонстон, Хейзел Кинер[англ.], Дороти Маккейл, Бланш Мехаффи[англ.], Маргарет Моррис, Мэриан Никсон, Люстль Риксен, Элинор Фэйр[англ.], Рут Хиатт[англ.]
- 1925 — Бетти Арлен[англ.], Олив Борден, Ина Грегори[англ.], Натали Джойс[англ.], Энн Корнуолл[англ.], Джун Марлоу, Джоан Мередит[англ.], Эвелин Пирс[англ.], Вайолет Ла Плант[англ.], Дороти Ревьер, Лола Тодд[англ.], Дуэйн Томпсон[англ.], Мадлен Харлок[англ.]
- 1926 — Мэри Астор, Мэри Брайан, Джойс Комптон, Долорес Костелло, Джоан Кроуфорд, Марселин Дэй, Долорес дель Рио, Джанет Гейнор, Салли Лонг[англ.], Эдна Мэрион[англ.], Салли О’Нил, Вера Рейнольдс[англ.], Фэй Рэй
- 1927 — Адамэй Вон[англ.], Барбара Кент, Натали Кингстон, Хелен Костелло, Рита Кэруи[англ.], Франсис Ли, Мэри Макаллистер, Глэдис Макконнелл[англ.], Салли Рэнд, Марта Слипер, Ирис Стюарт[англ.], Салли Фиппс[англ.], Патриция Эйвери[англ.]
- 1928 — Лина Баскетт, Флора Брэмли, Лупе Велес, Дороти Гулливер[англ.], Элис Дэй, Энн Кристи[англ.], Джун Колльер, Сью Кэрол, Гвен Ли, Молли О’Дэй, Рут Тейлор[англ.], Одри Феррис, Салли Эйлерс
- 1929 — Джин Артур, Салли Блейн, Бетти Бойд[англ.], Джозефина Данн[англ.], Дорис Доусон, Этлин Клэр[англ.], Кэрил Линкольн[англ.], Анита Пейдж, Мона Рико[англ.], Хелен Твелвтрис, Хелен Фостер, Дорис Хилл[англ.], Лоретта Янг
- 1930 — не выбирались
- 1931 — Джоан Блонделл, Барбара Викс, Джудит Вуд, Фрэнсис Дэйд, Фрэнсис Ди, Констанция Каммингс, Анита Луиз, Джоан Марш, Мэриан Марш, Карен Морли, Сидни Фокс, Рошель Хадсон, Мэрион Шиллинг[англ.]
- 1932 — Лона Андре, Лиллиан Бонд, Мэри Карлайл, Джун Клайд[англ.], Дороти Лейтон[англ.], Бутс Мэллори, Тосия Мори, Эвалин Кнапп, Джинджер Роджерс, Глория Стюарт, Дороти Уилсон[англ.], Рут Холл[англ.], Эленор Холм, Мэриан Шокли, Патриция Эллис
- 1933 — не выбирались
- 1934 — Джудит Арлен, Джули Бишоп, Бетти Брайсон, Джин Гейл, Дороти Дрейк, Джин Кармен[англ.], Хелен Коэн[англ.], Люсиль Ланд, Лу Энн Мередит[англ.], Гиги Пэрриш[англ.], Кэтрин Уильямс, Хейзел Хейс, Энн Хови[англ.]

- Финалистки 1923 года
- Финалистки 1924 года
- Финалистки 1925 года
- Финалистки 1927 года
- Финалистки 1934 года